# Ros Balatum
Het Ros Balatum is een Aalsterse carnavalstraditie.
Het is een parodie op het Ros Beiaard van Dendermonde. Veel Aalstenaars vinden de traditie in Dendermonde een nogal overdreven vertoning. Het Aalsterse paard is kleiner dan het Dendermondse dat gedragen wordt, terwijl het Aalsterse ros bij carnaval op wieltjes door de straten gaat, aangedreven door een benzinemotor.
Het huidige ros dateert van 1958 en is in 2005 uitgebreid gerestaureerd. Het is gemaakt van balatum, een ouderwets soort synthetische vloerbedekking, vergelijkbaar met linoleum.
Het hoofd van het paard zou volgens de legende gemaakt zijn door een Aalstenaar in een Dendermondse gevangenis. Het is een discussie die vaak terugkeert en hevig oplaait als het Ros van Dendermonde uitgaat. Het hoofd van het Ros Balatum is immers in de jaren 1950 ontworpen door de Aalsterse beeldhouwer Marc De Bruyn.